# Мушићи (Калиновик)
Мушићи су насељено мјесто у општини Калиновик, Република Српска, БиХ. Према попису становништва из 1991. у насељу је живјело 19 становника. По попису становништва из 2013. у насељу је живјело 8 становника.

## Географија
Мушићи се налазе на магистралном путу Сарајево-Подгорица, у сјеверном дијелу Општине Калиновик.

## Становништво
Према попису становништва из 1991. године, мјесто је имало 19 становника.
| Националност | 1991. |
| Срби         | 19    |
| Укупно       |       |

| Демографија | Демографија | Демографија |
| Година      | Становника  | Становника  |
| ----------- | ----------- | ----------- |
| 1961.       | 122         |             |
| 1971.       | 61          |             |
| 1981.       | 33          |             |
| 1991.       | 19          |             |
| 2013.       | 8           |             |